# Automotrice FS ALb 72
L'automotrice ALb 72 (dal 1935 ALn 72.2000) è un rotabile automotore, con motore termico alimentato a benzina, costruito dalla Società Italiana Ernesto Breda per Costruzioni Meccaniche all'inizio degli anni Trenta per le Ferrovie dello Stato.

## Storia
Ordinate il 30 giugno 1932 dalle FS alla Breda, le ALb 72 si iscrivevano in quello sforzo da parte dell'azienda ferroviaria di abbattere i costi di esercizio, specie sulle linee secondarie, contrastando gli autoservizi, i cui frutti erano stati le automotrici ALb 25, entrate in servizio nel febbraio 1932, e le ALb 48, ordinate il 24 febbraio 1932.
Presentate nel giugno 1933 alla presenza del ministro delle Comunicazioni Costanzo Ciano, rimasero a lungo in pre-esercizio presso il Deposito locomotive di Firenze Santa Maria Novella impiegate in sporadiche corse sulla linea per Siena. Nel 1935, dopo la rimotorizzazione del gruppo con un motore Diesel (divenendo quindi ALn 72) le motrici furono assegnate al Deposito locomotive di Fabriano, rimanendovi sino al 1939; l'anno successivo furono cedute alle tranvie Bologna-Pieve di Cento e Bologna-Malalbergo.
Nel 1958, alla chiusura delle tranvie per Pieve di Cento e Malalbergo, l'automotrice ALn 72.2003 fu acquistata dalla Società Veneta; rinominata ADn 550, fu inizialmente assegnata al deposito di Suzzara. Dopo qualche tempo sulla ferrovia Parma-Suzzara, sulla quale non effettuò mai servizio regolare, l'automotrice fu trasferita sulle linee Thiene-Rocchette e Rocchette-Arsiero, presso le quali fu impiegata fino alla chiusura delle linee (1964) e quindi demolita.

## Tecnica
Contrariamente alla coeva ALb 48, la Breda propose un'automotrice dotata di soluzioni tecniche di tipo ferroviario: era infatti più robusta e dotata di carrelli più confortevoli e con una marcia più sicura alle velocità elevate. Il motore, derivato da quello impiegato sulle trattrici Breda e montato sul carrello, era un 6 cilindri in linea a benzina tipo T10 di 10.260 cm³, erogante 98 kW a 2000 giri/min; nel 1935 fu sostituito da un Diesel AEC 6 cilindri in linea di 8.850 cm³, da 95 kW a 2100 giri/min.
La trasmissione era affidata a un cambio epicicloidale Wilson a preselettore a 5 rapporti e a un giunto idraulico, soluzione che la Breda avrebbe mantenuto su tutte le automotrici prodotte in seguito.
La cassa, costruita con profilati d'acciaio saldati elettricamente, ha linee aerodinamiche; lo scomparto viaggiatori è unico, separato dai vestiboli d'ingresso e dalle cabine di guida da paratie. Con la dieselizzazione fu modificata la parte inferiore della cassa tra i carrelli e furono installate la ritirata, un compartimento postale, un vano bagagli e un posto per il capotreno, portando i posti a sedere da 72 a 58; fu inoltre modificato l'impianto di raffreddamento (da due radiatori, uno a ogni estremità dell'automotrice, a un radiatore unico sull'imperiale, a causa di inconvenienti legati al notevole sviluppo delle tubazioni) e applicati dei respingenti leggeri invece dei paraurti installati inizialmente.